# Костіков Андрій Григорович
Андрі́й Григо́рович Ко́стіков (18 (30) жовтня 1899, Козятин, Бердичівський повіт, Київська губернія, Російська імперія — 5 грудня 1950) — радянський учений, фахівець в галузі механіки. Генерал-майор, член-кореспондент АН СРСР за Відділенням технічних наук (механіка) від 29 вересня 1943, кандидат технічних наук (1939). Герой Соціалістичної Праці (28 липня 1941 року). Член ВКП(б).

## Життєпис
Народився 18 (30 жовтня) 1899 року в Козятині (нині Вінницька область, Україна), але був зареєстрований на батьківщині батьків у селі Бистре (нині — в складі сільського поселення Боровенськ, Калузька область), там же охрещений.
Батько (помер 1920 року), виходець із селян, певної професії не мав і все життя працював за наймом чорноробом, двірником, носильником, кочуючи по країні (Козятин, Київ, Москва, Петроград). Мати займалася домашнім і сільським господарством (померла 1922 року). Андрій мав сестру і брата.
Закінчивши 4 класи Бистрівської сільської школи, від 1913 року Костіков навчався в Москві, в технічній конторі інженера Межерицького, на слюсаря-водопровідника. Потім, протягом 1914—1919 років, працював підручним слюсаря, слюсарем на заводах Москви, Петрограда, Києва.
З 19 років — доброволець Червоної армії. Брав участь у бойових діях проти українських повстанців, у Польсько-радянській війні. Був поранений у ногу. В серпні 1920 року потрапив у полон до поляків, у квітні 1921 року втік і продовжив служити в РСЧА.
Протягом 1922—1926 років навчався в 3-й Київській військово-інженерній школі, яку закінчив першим за успішністю, після чого служив у Нижньому Новгороді.
У 1930—1933 роках навчався в Військово-повітряній інженерній академії ім. М. Є. Жуковського «по авіаційних двигунах і ракетній спеціальності», де серйозно зацікавився ракетною технікою. Був направлений інженером у Реактивний інститут (РНДІ, НДІ-3), працював у відділі рідинних ракетних двигунів (РРД). За деякими свідченнями Костіков кілька разів зустрічався з К. Е. Ціолковським у Калузі[джерело?].
Від 1936 року — начальник відділу з розробки РРД.

На початку 1937 року начальник відділу РНДІ А. Г. Костіков пише лист на ім'я комісара держбезпеки Миколи Єжова, в якому звинувачує в шкідництві Клейменова, Лангемака, Глушко і ще кількох співробітників Реактивного інституту. І це буде не єдиний його сигнал про виявлення «ворогів народу»:
У листопаді 1937 року Костікова призначають виконувачем обов'язків, а від 15 вересня 1938, після арешту В. П. Глушка, С. П. Корольова, Г. Е. Лангемака, — головним інженером інституту, який на той час займався розробкою та випробуванням реактивних снарядів і установок для їх пуску з землі і з літаків.
19 лютого 1940 року співробітники інституту А. Костіков, І. І. Гвай і представник Головного артилерійського управління РСЧА В. В. Аборенков отримали авторське свідоцтво на винахід «механізованої установки для стрільби, ракетними снарядами різних калібрів» за № 3338, що стало основою для розробки майбутньої знаменитої «катюші». 17 червня 1941 року на Софринському артилерійському полігоні Костіков продемонстрував членам політбюро, уряду країни та керівництва НКО СРСР роботу установки залпового вогню (УЗО), розміщеної на автомобілі.
За день до початку війни, 21 червня 1941 року, Й. В. Сталін ухвалив рішення про розгортання серійного виробництва реактивних снарядів М-13 і пускової установки БМ-13 (УЗВ) та про початок формування відповідних військових частин.
Вже 14 липня 1941 року секретна радянська зброя прийняла бойове хрещення під Оршею під командуванням капітана І. Фльорова. Результати були приголомшливими. Двома серіями залпів «Катюш» було повністю зруйновано залізничну станцію Орша і переправу через річку Оршиця. З цієї ділянки фронту гітлерівці вивезли три ешелони вбитих і поранених[джерело?]. Не менш важливим був і величезний деморалізуючий вплив ракетної зброї на ворога.
28 липня 1941 року Президія ВР СРСР видав два укази про нагородження творців «катюші». Першим указом "за видатні заслуги в справі винаходу і конструювання одного з видів озброєння, що піднімає бойову міць Червоної Армії, " Костікову присвоєно звання Героя Соціалістичної Праці (під № 13). Другим указом орденами і медалями нагороджено ще 12 інженерів, конструкторів і техніків, зокрема орденом Леніна — співавторів Костікова — І. Гвая і В. Аборенкова. Конструктору було присвоєно звання генерал-майора інженерно-авіаційної служби. Був обраний членом-кореспондентом АН СРСР за Відділенням технічних наук (механіка) (29 вересня 1943 року).
Член ВКП(б).
У Мосальську, на малій батьківщині автора «катюші», в місцевому музеї є стенд, присвячений Костікову. Проте назву вулиці, яка деякий час носила його ім'я, місцева влада замінила на іншу — Нова Слобода.

## Арешт
Після термінової евакуації інституту в кінці 1941 року до Свердловська Костіков (він був директором НДІ-3 від 1942 до 18 лютого 1944 року) займався розробкою ракетного літака-винищувача. Для цього було організовано ОКБ-55. Начальником призначено М. Р. Бісновата, а Костікова — головним конструктором. Спочатку передбачалася складена силова установка з розгінним РРД конструкції Душкіна і двома ПуПРД конструкції Зуєва. ПуПРД так і не вдалося налагодити, і літак був у польоті тільки як буксируваний планер.
На початку 1943 року Костіков вирішив оснащувати дослідний екземпляр літака тільки рідинним ракетним двигуном. Темпи створення літака прискорилися, але характеристики його (швидкість, швидкопідйомність, дальність) різко знизилися. До того ж Костіков, ухвалюючи це рішення, зробив серйозну організаційну помилку, не представивши проведені принципові зміни у тактико-технічних даних і конструкції літака до оформлення постановою уряду. У січні-лютому 1944 року урядова комісія, очолена заступником наркома авіапромисловості О. С. Яковлєвим, дійшла до висновку про необхідність припинення робіт. А. Г. Костікова звинуватили в обмані уряду, зняли з посади директора НДІ-3 і 15 березня 1944 року заарештували.
Майже рік перебував у в'язниці (від березня 1944 до 28 лютого 1945 року). Однак висунуті йому звинувачення у шпигунстві та шкідництві не підтвердилися. Висновки слідства свідчили: «Роз'яснення автора… правильні. Автора доцільно залучити до більш поглибленої розробки. …Ворожого наміру в діях А. Костікова, який був великим фахівцем своєї справи, не встановлено».

## Подальша кар'єра
Від 1 серпня 1945 року і до кінця життя Костіков (НДІ-3 до того часу перейменували і передали Наркомату авіаційної промисловості) працював начальником бюро в оборонному інституті НДІ-24 (в даний час НДМІ), де займався розробкою реактивних снарядів, високо оцінених фахівцями. 1947 року Костіков нетривалий час очолював представництво АН СРСР у Німеччині.
В кінці Німецько-радянської війни Костіков побував на своїй малій батьківщині — у с. Бистрому, відвідав школу, зустрівся із земляками. 19 вересня 1950 року виступив з доповіддю в Калузі на засіданні, присвяченому 15-річчю з дня смерті К. Е. Ціолковського.
5 грудня 1950 року Костіков раптово помер від інфаркту міокарда у своїй квартирі. Похований у Москві на Новодівичому кладовищі (ділянка № 2). С. Т. Коньонков створив пам'ятник на його могилі.

## Нагороди та премії
- Герой Соціалістичної Праці (28.7.1941)
- Сталінська премія першого ступеня (1942) — за розробку нового типу озброєння (Свою частину премії (25 000 рублів) здав у Фонд оборони)
- два ордени Леніна
- орден Червоного Прапора
- орден Трудового Червоного Прапора
- орден Червоної Зірки
- медалі СРСР

## Критика
Після смерті Костікова дискусія про справжніх авторів винаходу «катюші» спалахнула з новою силою. Костікова звинувачували у привласненні винаходу «катюші», а також у тому, що він активно сприяв репресіям, які спіткали співробітників його інституту (зокрема конструкторів Корольова і Глушка, що працювали в кінці 1930-х років у відділі, яким тоді керував Костіков). Журналіст Яків Голованов у статті «Лжебатько „катюші“» стверджував, що у висновку офіційного розслідування, проведеного в червні 1965 року Головною військовою прокуратурою, говорилося: «20 червня 1938 року Костіков очолив експертну комісію, яка дала висновок органам НКВС про шкідницький характер діяльності інженерів Глушка й Корольова».
Це звинувачення дійсно перевіряла Прокуратура СРСР. Проте в її офіційному документі (№ 13/4-1032-89 від 12.06.1989 р.) йшлося про інше: «Прокуратура Союзу РСР найретельнішим чином вивчила матеріали, пов'язані з арештом у 30-х роках видатних учених Науково-дослідного інституту… В матеріалах кримінальних справ стосовно Корольова С. П., Лангемака Г. Е., Глушка В. П., Клейменова І. Т. відсутні дані, що свідчать про те, що їх було заарештовано за доносом Костікова А. Г.»[джерело?].На думку декого[хто?]з істориків і працівників ракетно-космічної галузі, Костіков просунув свою кар'єру хибними доносами на своїх колег і привласнив авторство розробки реактивного міномета «катюша»:
За твердженням історика А. В. Глушко, виявлено текст письмового доносу А. Г. Костікова про шкідницьку діяльність І. Т. Клеймёнова, Е. Г. Лангемака, С. П. Корольова, В. П. Глушка і низки інших співробітників інституту, а також інші документи, що підтверджують причетність А. Г. Костікова до їх арешту. У будь-якому випадку, непристойну роль у долі репресованих співробітників А. Г. Костіков усе-таки зіграв, оскільки в червні 1938 року він очолив експертну комісію, яка дала довідку для НКВС про шкідницьку діяльність В. П. Глушка і С. П. Корольова. Як наслідок, С. П. Корольова засудили до 10 років таборів, а В. П. Глушка — до 8 років таборів. Того ж 1938 року А. Г. Костікова затвердили на посаді головного інженера інституту.Оригінальний текст (рос.)
По утверждению историка А. В. Глушко, обнаружен текст письменного доноса А. Г. Костикова о вредительской деятельности И. Т. Клеймёнова, Э. Г. Лангемака, С. П. Королёва, В. П. Глушко и ряда других сотрудников института, а также иные документы, подтверждающие причастность А. Г. Костикова к их аресту. В любом случае, неблаговидную роль в судьбе репрессированных сотрудников А. Г. Костиков всё-таки сыграл, поскольку в июне 1938 года он возглавил экспертную комиссию, давшую справку для НКВД о вредительской деятельности В. П. Глушко и С. П. Королёва. В результате С. П. Королёва приговорили к 10 годам лагерей, а В. П. Глушко — к 8 годам лагерей. В том же 1938 году А. Г. Костикова утвердили в должности главного инженера института.

Існує й інша точка зору.
Безсумнівний факт прийняття на озброєння і масового запуску в серію принципово нової системи зброї — систем залпового вогню — підтверджує позитивну роль А. Г. Костікова. Необхідно відзначити, що СРСР мав пріоритет у розробці і застосуванні даного виду озброєння. Невдача в розробці висотного ракетного перехоплювача не може однозначно розглядатися як наслідок керівництва А. Г. Костікова. Можна відзначити, що невдачі в цей час зазнала спроба розробки аналогічного літака-перехоплювача БІ-1 групи під керівництвом В. Ф. Болховітінова. Також можна вказати на невдачу в 1930-х роках у розробці аналогічного ракетного літака з боку групи С. П. Корольова, що також послужило безпосередньою причиною звинувачень його в ході репресій. Неблаговидна роль у цих звинуваченнях з боку А. Г. Костікова в даний час встановлена. Проте, об'єктивна основа критики з боку А. Г. Костікова була. Попри великі витрачені час і ресурси здійснення проекту реактивного винищувача групи С. П. Корольова не мало перспективи.